# Salajärvi (sjö i Luumäki, Södra Karelen)
Salajärvi är en sjö i kommunen Luumäki i landskapet Södra Karelen i Finland. Arean är 42 hektar och strandlinjen är 3 kilometer lång. Sjön  ingår i Urpalanjokis huvudavrinningsområde.   Den ligger omkring 29 kilometer sydväst om Villmanstrand och omkring 170 kilometer nordöst om Helsingfors. 